# Габала
Габала́ (азерб. Qəbələ; Гебеле, Габела; до 1991 года — Куткашен) — город в Азербайджане; центр Габалинского района, находится на расстоянии в 225 километров от столицы. До 1973 года был посёлком. Население — 14 000 жителей (2020).

## География
Город расположен в нижней части ущелий гор Базар-Юрт и Туфан, в предгорьях Большого Кавказа, на правом берегу реки Дамирапаранчай в 15 км к северо-востоку от древней Кабалы и в 63 км к северо-востоку от железнодорожной станции Ляки (на линии Баку — Тбилиси).
Флора: бук, дуб, граб, ольха, ива, липа, можжевельник, ясень, обыкновенный гранат, каштан, орех, алыча, восточное яблоко, груша, ежевика, шиповник, боярышник, мушмула, малина, сирень, эспарцет, дикорастущая роза и т.д.
Фауна: бурый медведь, благородный олень, горный козел, волк, рысь, лесной кот, белка, енот, кабан, заяц, обыкновенный и колючий ежи, летучая мышь, фазан, куропатка, турадж, дрозд, полевой голубь, орел, ворона, белоголовый гриф; из пернатых птиц - аист, фламинго, утка. Из обитающих в Габале пресмыкающихся наиболее известен «Гюрза-тосик», обладающий высококачественным ядом.

## История
С середины XVIII — конец XVIII вв. Куткашен являлся центром Куткашенского султаната. Позже центр Куткашинского магала в составе Шекинского ханства.
В начале XIX века Восточное Закавказье стало частью Российской империи.
В одном из документальных материалов начала XIX века «Описание Шекинской провинции, составленное в 1819 году, по распоряжению главноуправляющего в Грузии Ермолова, генерал-майором Ахвердовым и статским советником Могилёвским», сообщается о «татарской» (азербайджанской) деревне Куткашинь Куткашинского магала, которая управлялась родовым беком Ахмат-Султаном.
Русский финансист и экономист Ю. А. Гагемейстер, в одном из своих сочинений, писал, что жители Куткашена в Шекинском уезде наряду с жителями Лагича Ширванского уезда, известны выделыванием «белого оружия».
4 июля 1960 года Куткашен получил статус посёлка городского типа.
В марте 1991 года Куткашен был переименован в Габалу.
В 2013 году Габала была объявлена культурной столицей СНГ.
Габала является местом рождения Исмаи́л-бека Куткаше́нского — азербайджанского писателя и российского военного деятеля.
В 2025 году Габала — Молодёжная столица СНГ. В 2025 году является одним из городов — мест проведения III Игр стран СНГ.

## Население
До начала XVIII века большинство жителей составляли удины и армяне.
В своде статистических данных о населении Закавказского края 1886 года упоминается Куткашинъ Нухинского уезда, население обозначается как «татары» (азербайджанцы) численностью 2154 человек.
Данные Азербайджанской сельскохозяйственной переписи 1921 года зафиксировали в Куткашене Нухинского уезда Азербайджанской ССР 407 хозяйств, с населением 1839 человек и с преобладающей национальностью — тюрками-азербайджанцами (азербайджанцами), само население состояло из 1002 мужчин и 837 женщин.
По сведениям на 1 января 1933 года в Куткашене насчитывалось 2132 жителя (425 хозяйств), из которых 1075 мужчин и 1057 женщин. Весь сельсовет — сёла (Джигаталлы, Дурджа, Хамзали, Кюснет, Лаза, Мычыг, Куткашен - центр, Куткашендера). Национальный состав на 87,9 % состоял из тюрок (азербайджанцев).
По всесоюзной переписи населения 1989 года в Габале проживало 13 190 человек.
| Год | 1959  | 1989   | 2009   |
| --- | ----- | ------ | ------ |
| чел | 4 194 | 13 190 | 12 415 |

## Климат

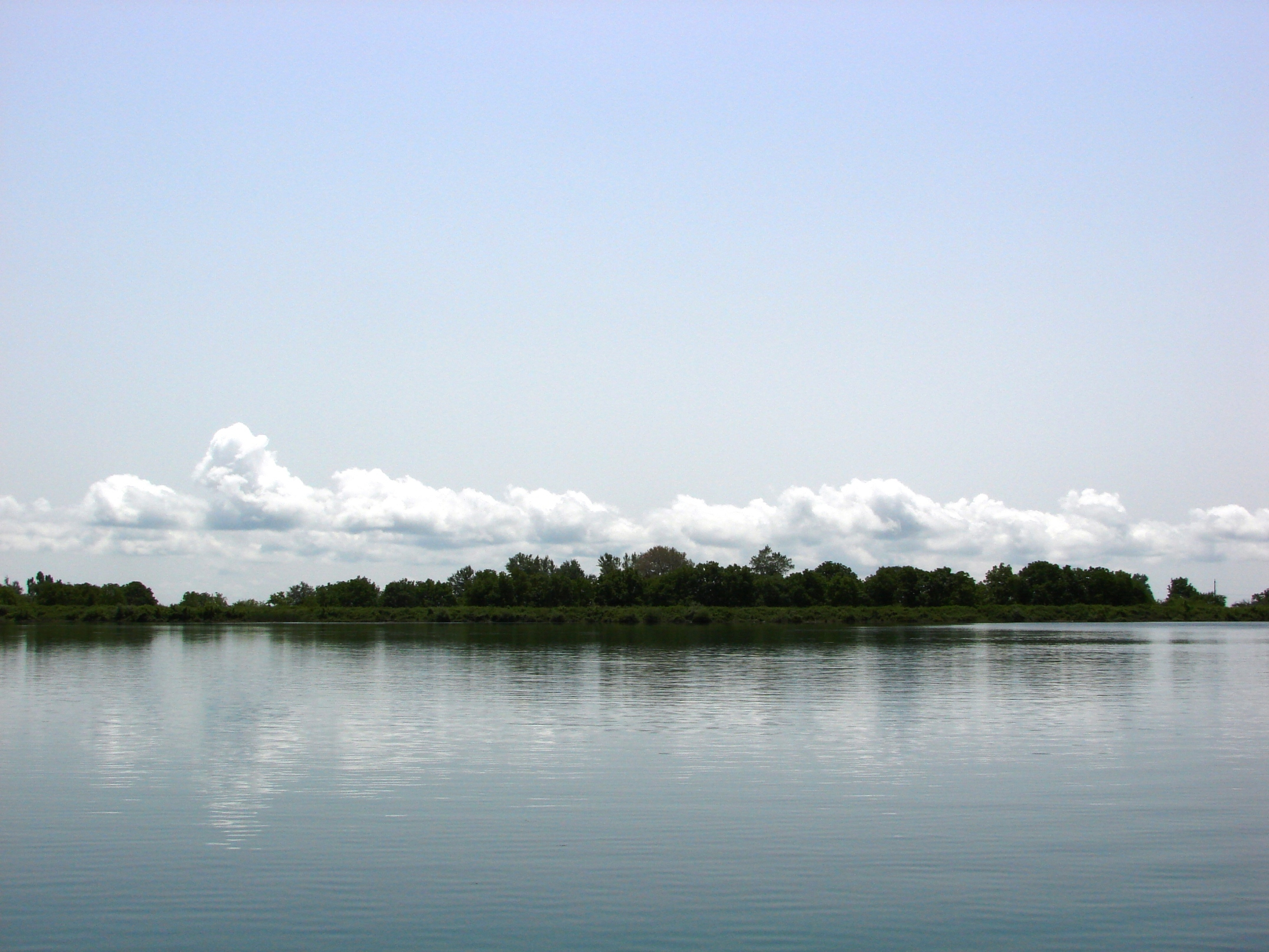

Климат в городе умеренно тёплый. Климатические типы: субтропический, умеренный жаркий, холодный климатический тип, горная тундра. Средняя годовая температура в городе Габала составляет 11.6 °C. А среднегодовая норма осадков - 666 мм. Самым засушливым и самым холодным месяцем считается январь (в среднем 0.0 °C.); большая часть осадков выпадает в мае. Самый теплый месяц года - Июль со средней температурой 23.3 °C. Самое холодное место:  вершина горы Базардюзю (4.466 метров).
| Показатель                    | Янв. | Фев. | Март | Апр. | Май  | Июнь | Июль | Авг. | Сен. | Окт. | Нояб. | Дек. | Год  |
| ----------------------------- | ---- | ---- | ---- | ---- | ---- | ---- | ---- | ---- | ---- | ---- | ----- | ---- | ---- |
| Абсолютный максимум, °C       | =    | =    | =    | =    | =    | =    | =    | =    | =    | =    | =     | =    | =    |
| Средний суточный максимум, °C | 4,4  | 5,0  | 9,4  | 17,3 | 21,1 | 26,0 | 29,5 | 28,6 | 24,8 | 17,4 | 11,4  | 7,0  | 16,8 |
| Средняя температура, °C       | −0,5 | 0,1  | 4,0  | 10,5 | 15,6 | 19,6 | 21,9 | 22,3 | 17,4 | 11,7 | 5,9   | 2,0  | 10,8 |
| Средний суточный минимум, °C  | −3,9 | −2,8 | 1,0  | 6,7  | 11,2 | 15,4 | 18,2 | 17,4 | 13,9 | 8,5  | 3,0   | −1,4 | 7,2  |
| Абсолютный минимум, °C        | =    | =    | =    | =    | =    | =    | =    | =    | =    | =    | =     | =    | =    |
| Норма осадков, мм             | 43   | 50   | 72   | 73   | 101  | 97   | 53   | 55   | 51   | 102  | 57    | 41   | 795  |
| Источник: World Climate       |      |      |      |      |      |      |      |      |      |      |       |      |      |

## Экономика
Население занимается плодоводством, растениеводством, животноводством. В городе расположены консервный завод «Gilan», цементный завод. В 2010 году сдана в эксплуатацию фабрика по производству фортепиано голландской марки «Beltmann».
18 ноября 2011 года открыт завод по производству воды и лимонада. Мощность завода — 50 миллионов литров в год.

## Транспорт
18 ноября 2011 года открыт международный аэропорт «Габала», рассчитанный для приёма всех типов воздушных судов.
26 февраля 2021 года завершено строительство железнодорожной ветки Ляки — Габала.
В 1970-х годах построена автомобильная дорога Баку — Шемаха — Муганлы — Исмаиллы — Габала протяжённостью 85,6 км. На май 2025 года осуществляется реконструкция дороги. Строится подвесной мост через реку Агсучай, и за мостом тоннель протяженностью 885 метров. Всего дорога будет включать 17 мостов.

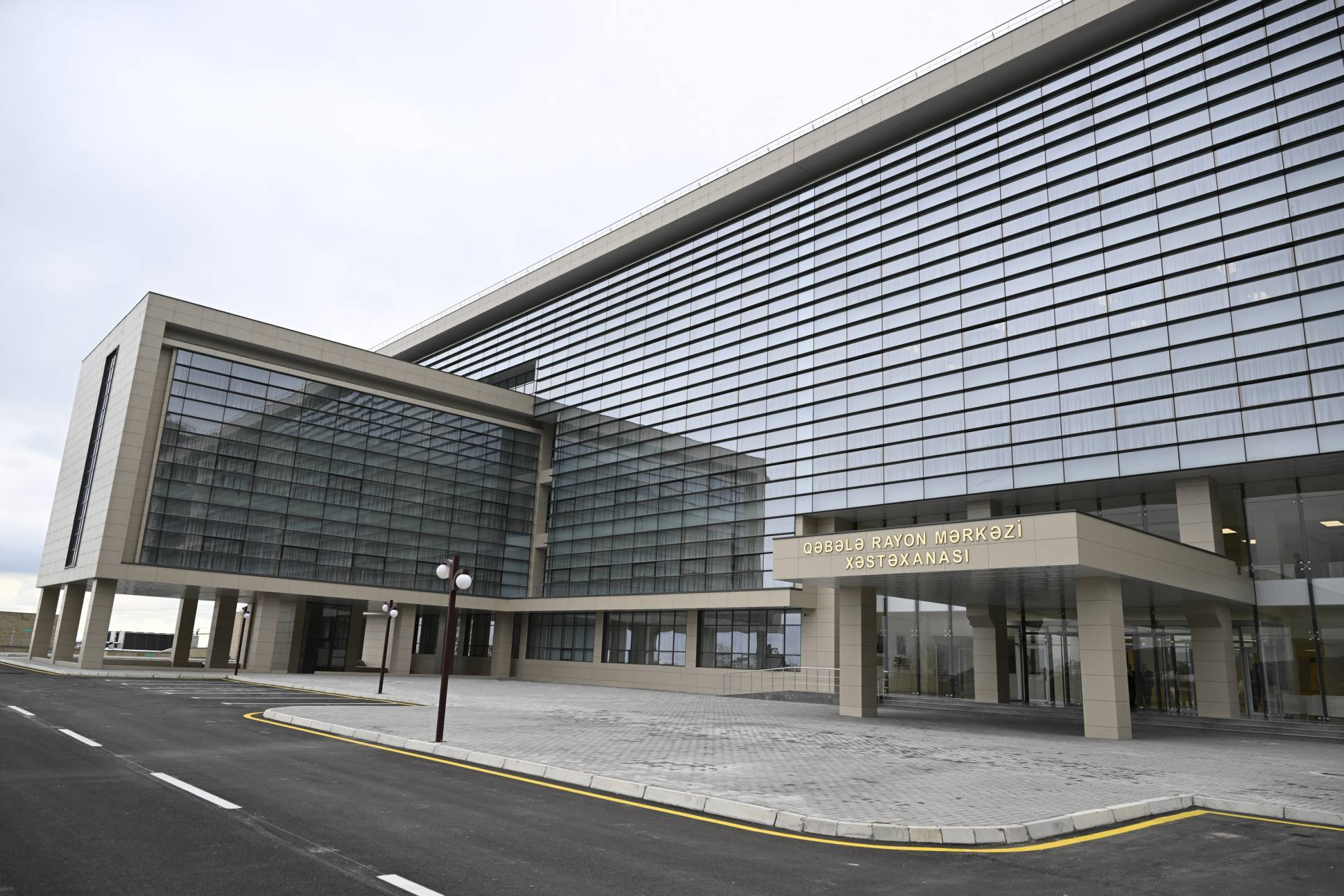
Габалинская районная центральная больница

## Инфраструктура
18 ноября 2011 года открыт отель «Кавказ Спорт» на 98 номеров. Отель состоит из 7 этажей, и коттеджей.
9 апреля 2024 года открыта Габалинская районная центральная больница на 160 коек.

## Культура

### Габалинский музыкальный фестиваль
Начиная с 2009 года каждое лето проводится Габалинский музыкальный фестиваль. Фестиваль проводится при поддержке Фонда Гейдара Алиева. Инициаторами проведения фестиваля являются ректор Бакинской Музыкальной Академии Фархад Бадалбейли и дирижёр Дмитрий Яблонский. Выступления музыкантов проходят под открытом небом. На фестивале участвуют наряду с музыкантами, из республик бывшего СССР также музыканты из Европы, США и Израиля. В 2010 году на открытии фестиваля была генеральный директор ЮНЕСКО Ирина Бокова.

### 2025
С 7 по 10 февраля 2025 года проводится международный музыкальный фестиваль «Зимняя сказка» с участием исполнителей из Азербайджана, ансамбля «Эйфория», представляющего Германию и Россию, под руководством Айдара Гайнуллина, польского ансамбля «Glass Duo», солистов Ванессы Гойкоэчеа Агория (сопрано, Испания), Серджио Витале (баритон, Италия).

## Спорт
В 1985 году открыт Габалинский городской стадион . 
Действует футбольный клуб «Габала», выступающий в премьер-лиге Азербайджана. Клуб основан в 1995 году. В сезоне 2013/2014 клуб завоевал бронзовые медали чемпионата Азербайджана под руководством российского тренера Юрия Сёмина. Летом 2014 года дебютировал в Лиге Европы.
18 ноября 2011 года открыт Габалинский олимпийский спортивный комплекс.
В сентябре 2012 года сдан в эксплуатацию спортивный стрелковый комплекс.
В 2014 году в Габале открыт горнолыжный комплекс «Туфан».
2—3 июня 2024 года в Габале прошёл третий этап женской мировой серии по баскетболу 3х3.
С 10 по 13 апреля 2025 года состоялся ультрамарафон Габала — Ханкенди (192 км).

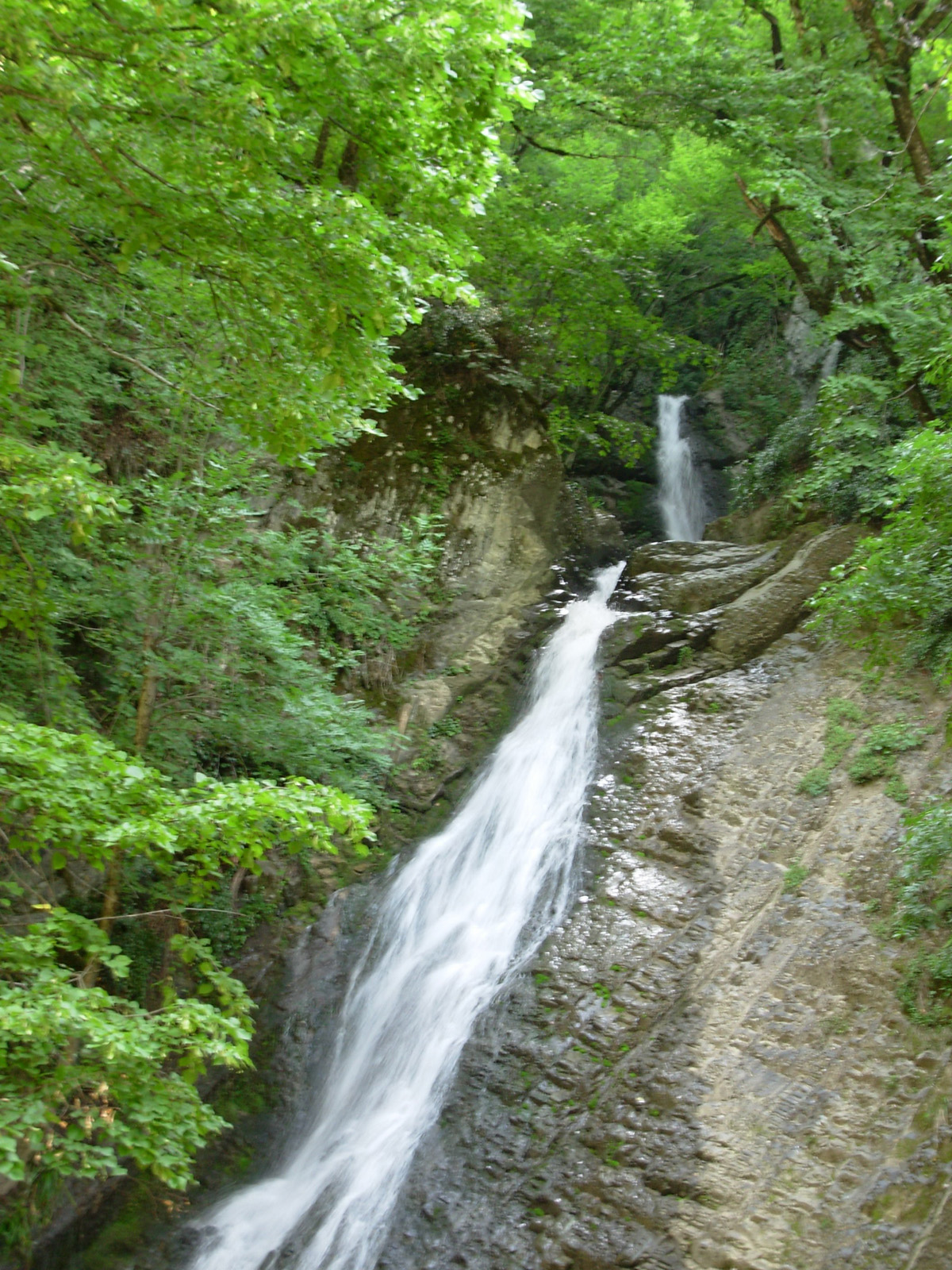

## Туризм
На окраине города Габала расположена зона отдыха «Ай ишигы». Экскурсионно-туристическая служба «Горная турбаза» занимается организацией отдыха в лесу, экскурсий, охоты и рыбалки. Зона отдыха «Сахил» находится на берегу озера Нохур, в 5 км от шоссе Габала — Баку (площадь — 1,5 га). Туристы могут совершать походы к водопадам, по лесу, к историческим памятникам. В 2014 году в Габале был построен горнолыжный комплекс «Туфандаг».
На северо-востоке города Габала, на левом берегу реки Демирапаран, у подножия горы Гызылгая расположен минеральный источник Шонгар.

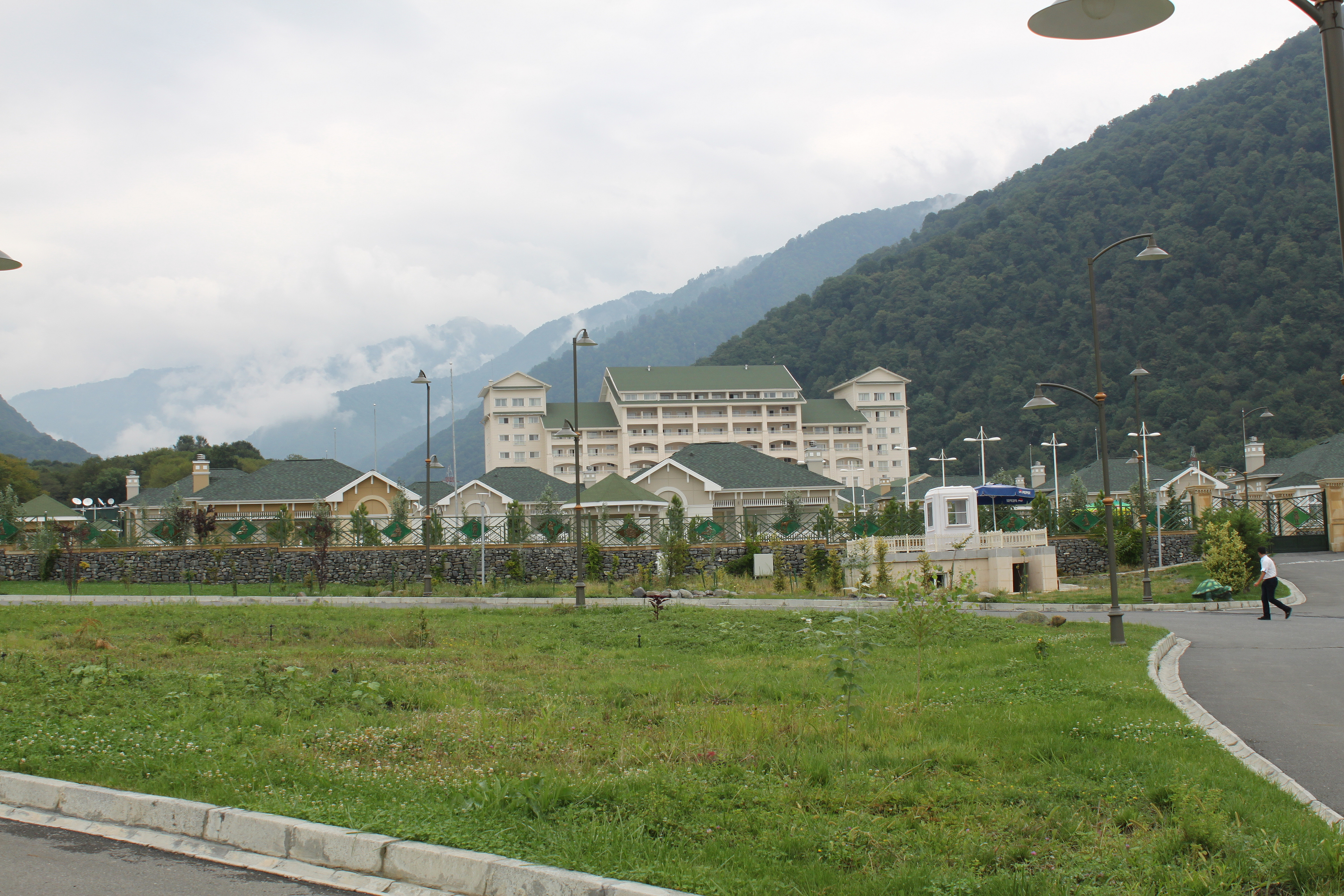
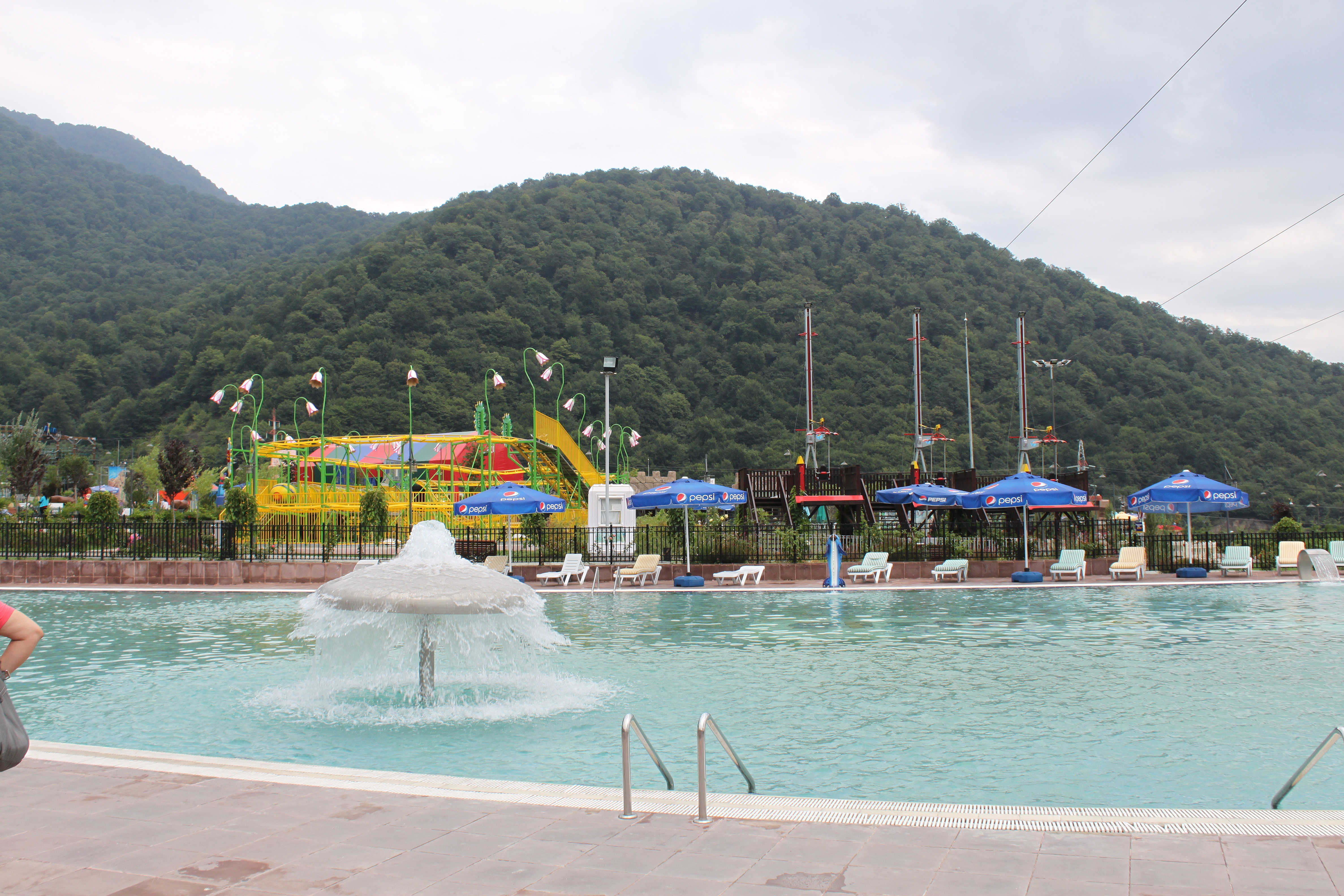
Парк аттракционов

## Достопримечательности
- Оборонительная башня IX-XI веков.[32]
- Мавзолей Имам-Баба XVIII-XIX веков.[32]
- Джума мечеть XVIII века.[32]
- Историко-краеведческий музей.
- Народный театр.
- Габалинский археологический центр[33]

## Улицы Габалы
Улицы Габалы названы в честь Гейдара Алиева, Зарифы Алиевой и также Мухаммеда Физули, Аббасгулу Бакиханова, Низами Гянджеви, Имадеддина Насими, Джафара Джаббарлы, Микаила Мушфига, Зии Буниятова, Самеда Вургуна, Исмета Гаибова, Мехди Гусейнзаде, Мирзы Фатали Ахундова, Насибы Зейналовой, Фикрета Амирова, Кара Караева, Шаха Исмаила Хатаи, Бахтияра Вахабзаде, Ахмеда Джавада, Гусейна Джавида и других деятелей.

## Радиолокационная станция
Неподалёку расположена Габалинская РЛС, ранее арендовавшаяся Россией для использования в составе российской системы предупреждения о ракетном нападении. На конец 2013 года РЛС прекратила свою работу.

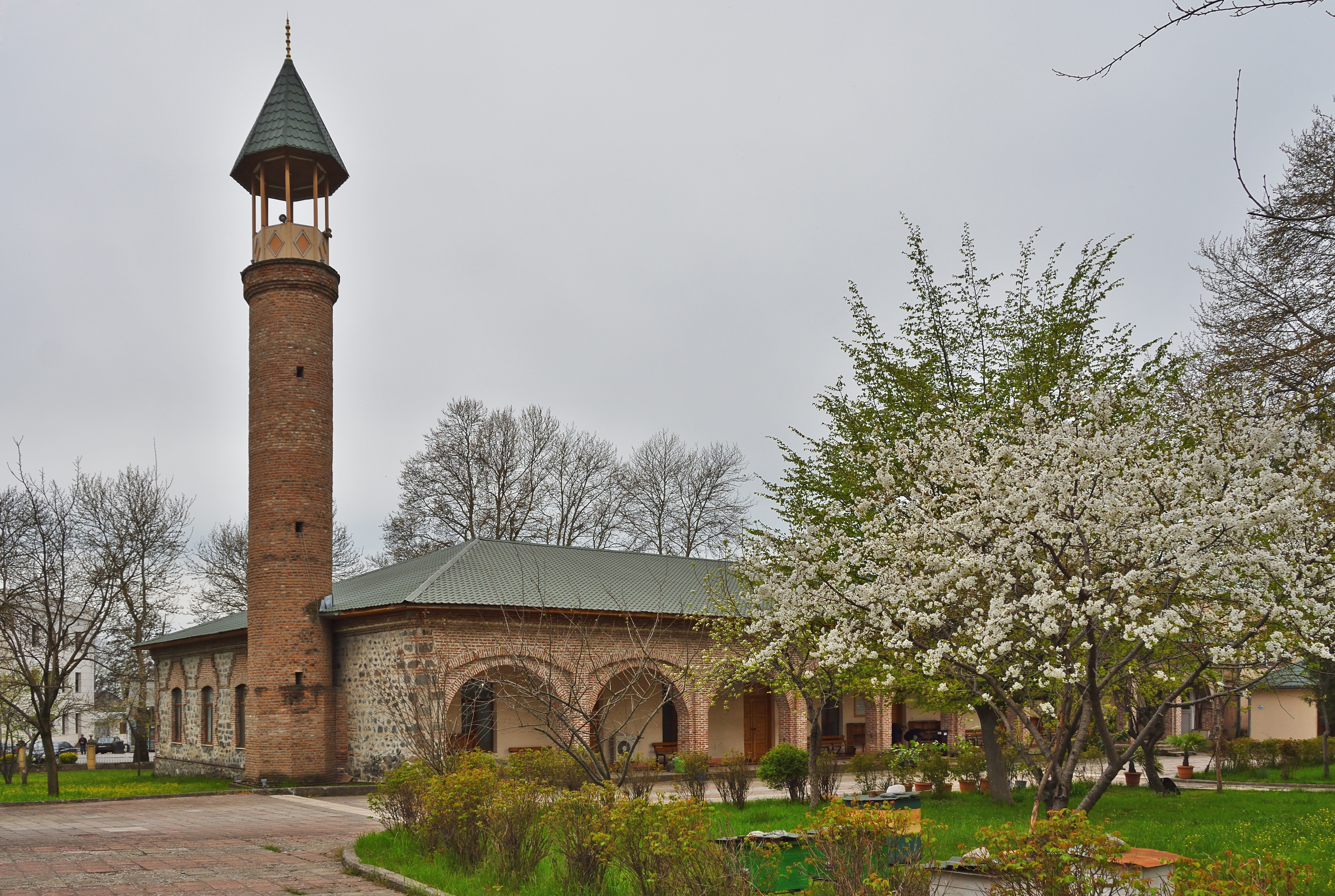
Джума мечеть
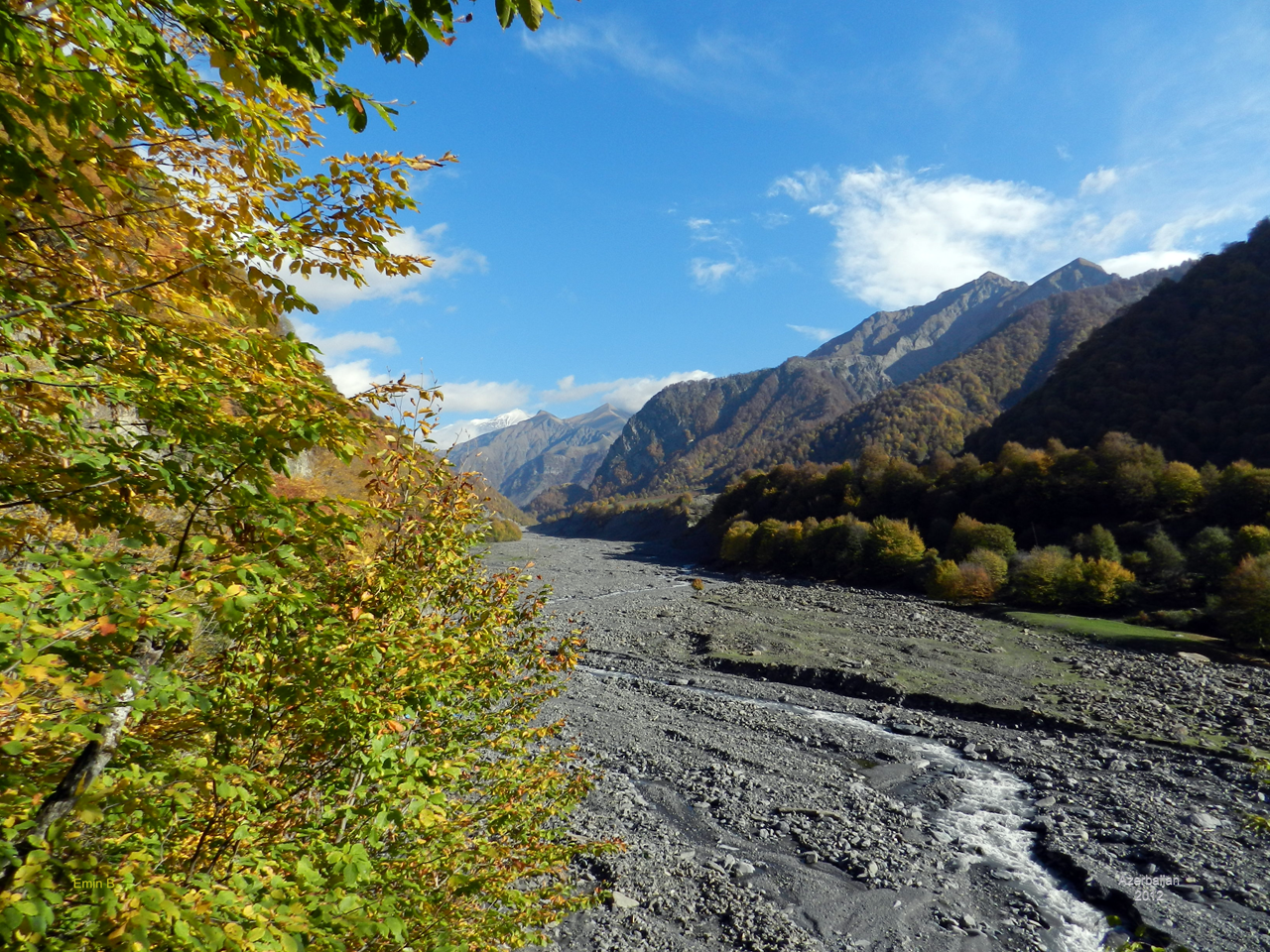
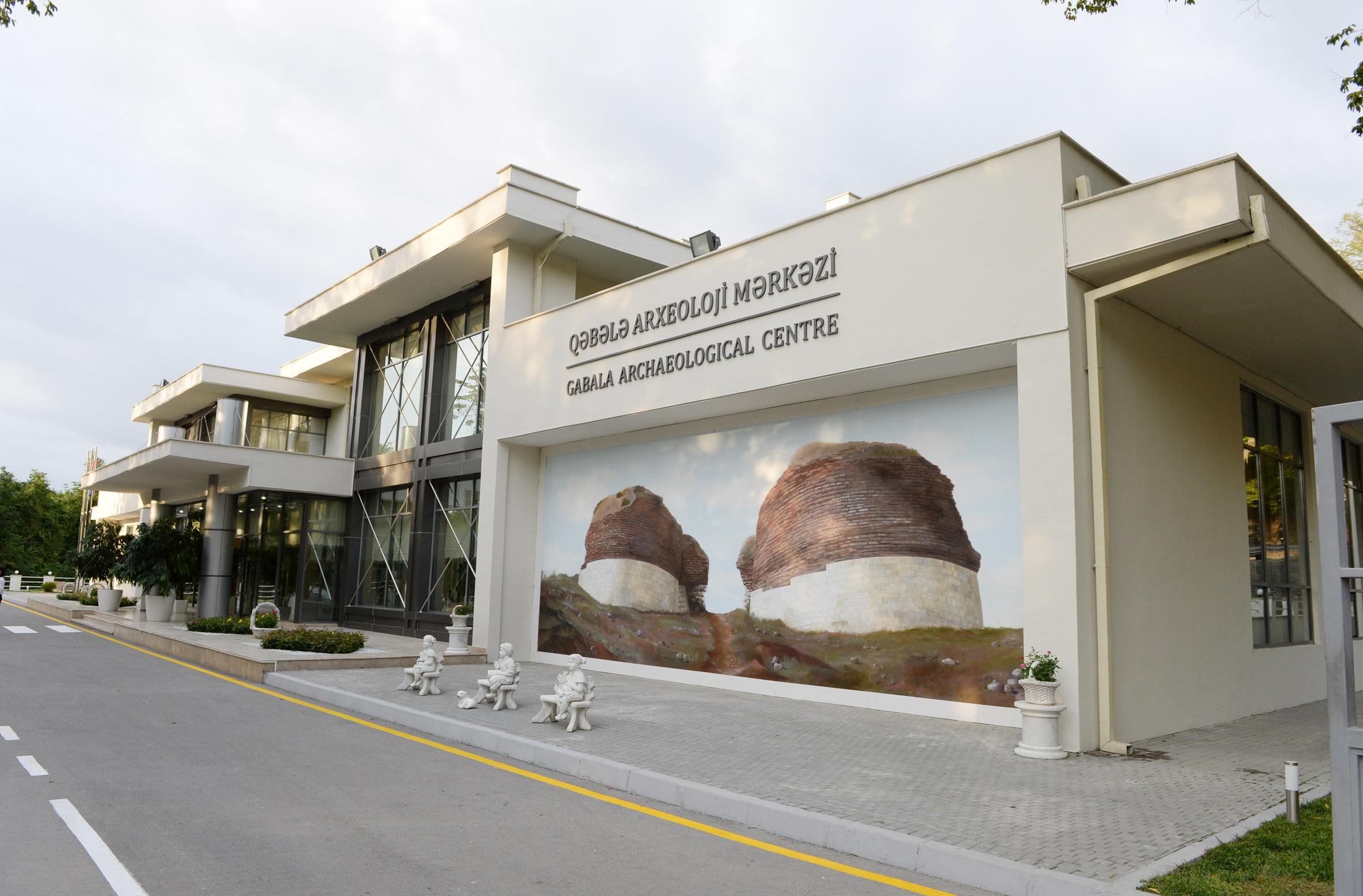
Габалинский археологический центр
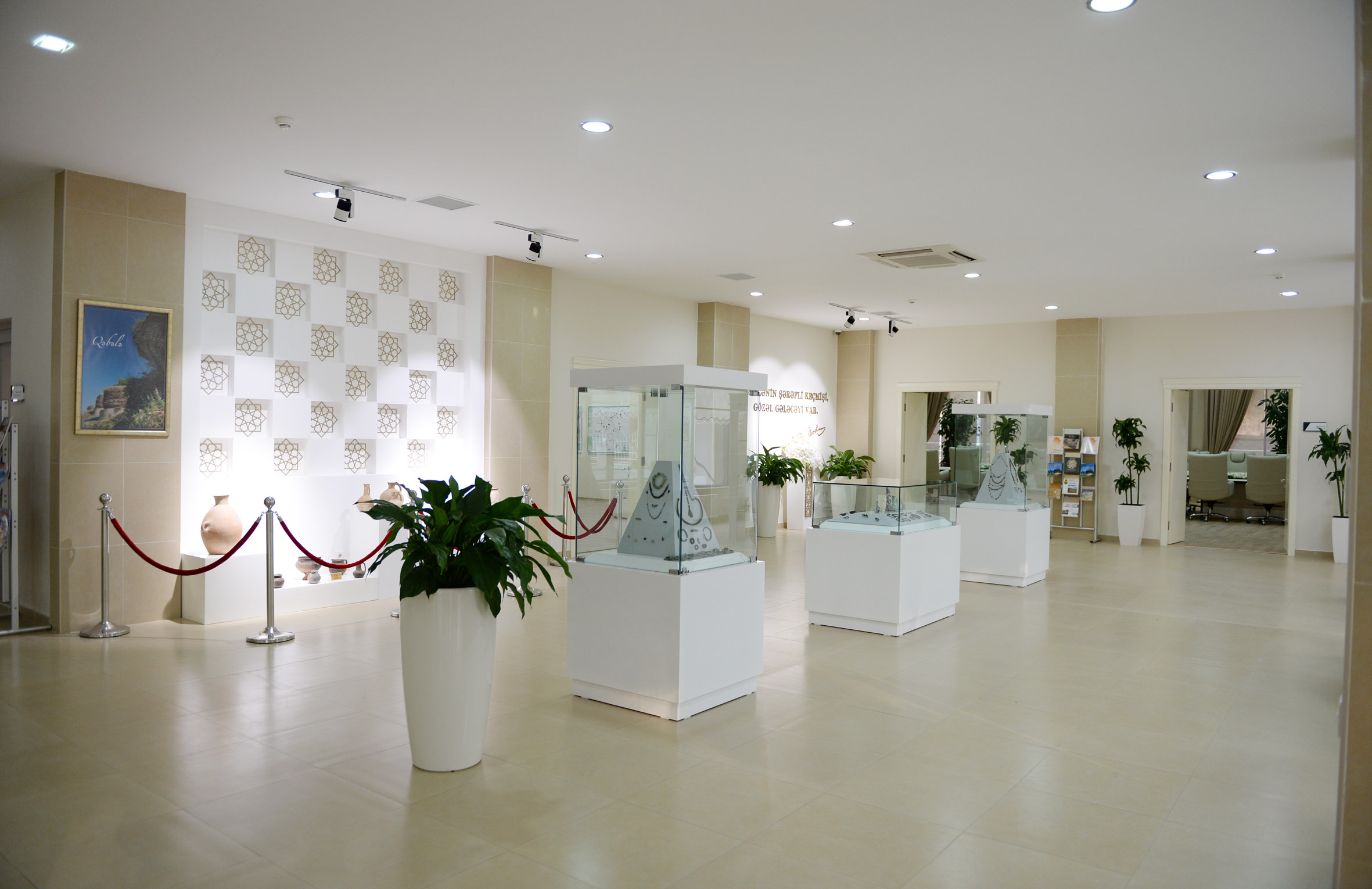
Часть экспозиции археологического центра
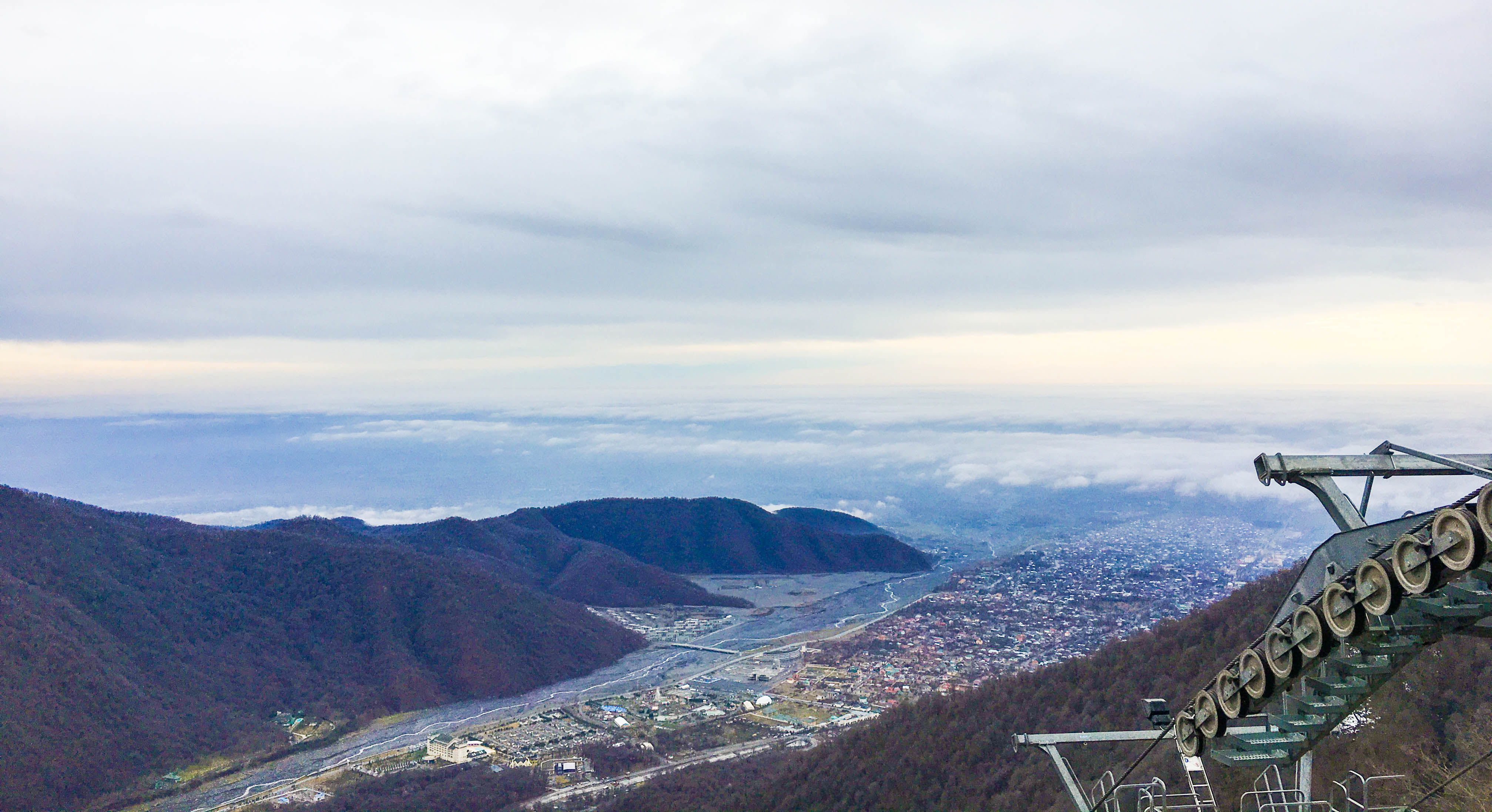
Вид на Габалу с канатной дороги горнолыжного комплекса Туфан

## Топографические карты
- Лист карты K-38-XXX. Масштаб: 1 : 200 000. Указать дату выпуска/состояния местности. (на карте — Куткашен)